# Movimiento de autofortalecimiento
El movimiento de autofortalecimiento (洋務運動 o 自強運動); (1861–1895) fue un periodo de reformas institucionales que se produjo en el último periodo de la Dinastía Qing tras una serie de derrotas militares de China y las consiguiente concesiones a potencias extranjeras.

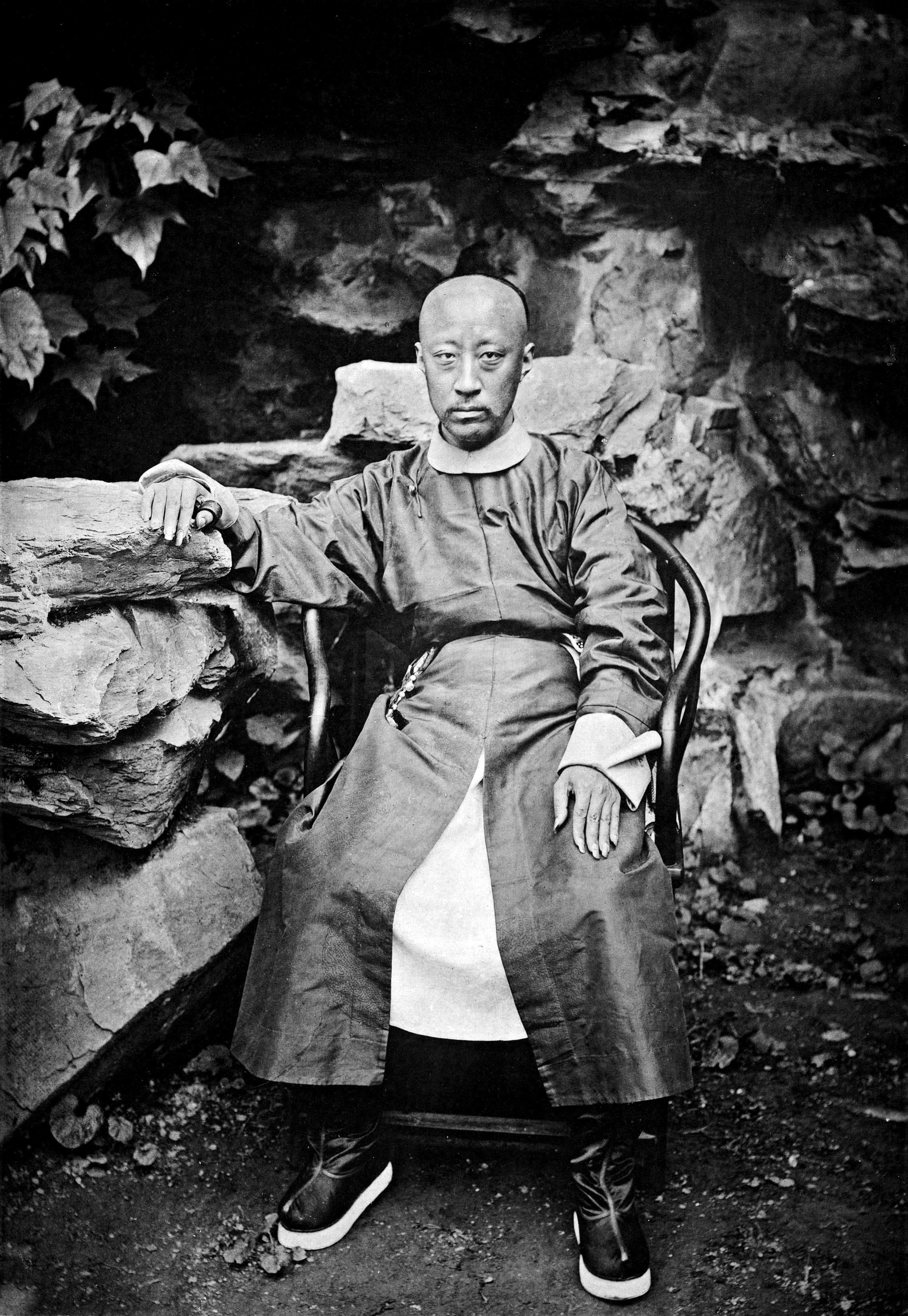
Príncipe Gong en 1872.

Para pacificar sus relaciones con las fuerzas occidentales en China se nombró regente al príncipe Gong, Consejero mayor y el jefe del recientemente formado Zongli Yamen (Ministerio de Asuntos Exteriores). Así tendría el apoyo de una nueva generación de líderes reformadores. En cambio, tuvo en contra a la anterior regente, la emperatriz Cixi, tradicionalista y virulentamente xenófoba, pero que inicialmente tuvo que admitir las políticas del príncipe Gong, que estaba fuertemente apoyado en la corte el emperador Guangxu. Ella fue la cabeza de la oposición a las reformas, y su fuerza política fue creciendo a medida que se incrementaban las diferencias entre reformadores y conservadores.
Aunque a mayoría de las élites habían sido partidarios de formas más tradicionales y conservadoras, debido a la necesidad de fortalecer a China frente a los países occidentales admitieron que debían aprender de Europa sus técnicas de fabricación de barcos y armas, y dominar los conocimientos científicos que estaban detrás de estas tecnologías militares. Se establecieron astilleros navales y talleres donde se contrató a expertos extranjeros para enseñar a los artesanos chinos. Para realizar esto se tuvo que romper la creencia dominante anteriormente en China de que la sabiduría y la ciencia chinas eran superiores a las de todos los "bárbaros" extranjeros y admitir que les habían igualado y superado en múltiples aspectos científicos.
El movimiento se puede dividir en tres fases. 

## Primera fase (1861-1872)

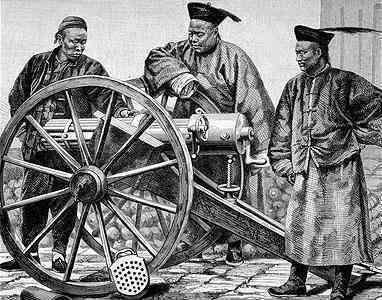
Oficiales de la dinastía Qing con una ametralladora Montigny.

La primera fase del movimiento se caracterizó por la adopción de las tecnologías y los conocimientos científicos occidentales. como las armas de fuego y la maquinaria, capacitando en su manejo a personal técnico y diplomáticos por medio de la organización de una universidad con expertos extranjeros, escuelas de idiomas y una oficina diplomática, además del envío de estudiantes al exterior. 

### Control de comercio exterior
Debido a los tratados con las potencias occidentales se abrieron dos al comercio exterior, Tianjin y Shanghái. Se crearon
dos puestos de funcionarios, los comisionados de comercio del norte y del sur, para tratar los asuntos del comercio exterior en ambos puertos. Aunque la razón aparente para crear estas dos oficinas del gobierno era administrar los nuevos puertos, las razones ocultas eran más complicadas: estos superintendentes limitaban a los puertos todos los asuntos diplomáticos con los extranjeros para evitar involucrar al palacio imperial de Pekín. Además la tarea de los comisionados incluía supervisar todas las empresas que usaran tecnologías occidentales y personal extranjero; así se convirtieron en los coordinadores de la mayoría de los programas de auto-fortalecimiento.
Li Hongzhang fue el superintendente de Tianjin desde 1870 y tuvo tanto éxito desempeñando las funciones del Zongli Yamen que las comunicaciones entre la corte imperial y los diplomáticos extranjeros en China se mantuvieron bajo un total control del los reformadores del movimiento de auto-fortalecimiento. 

#### Servicio de aduanas marítimas (1861)
Se colocó en el puesto de inspector general del Servicio imperial de aduanas a un británico, Horatio Nelson Lay, que se organizó en abril de 1861. Esta oficina se desarrolló desde la inspección de aduanas, que se había creado en 1854 como respuesta a la amenaza de ataque sobre Shanghái por parte de los rebeldes Taiping. La oficina se diseñó para establecer los aranceles de forma igualitaria y generar nuevos ingresos para la corte Manchú de la importación de productos extranjeros. La principal tarea de Lay era la de vigilar todos los aspectos de los ingresos procedentes de la importación marítima y supervisar a los inspectores chinos que recaudaban los aranceles en los puertos del tratado. Más que una innovación esta medida fue la institucionalización de una práctica que se venía realizando desde 1854.
El servicio de aduanas marítimo aseguró para el gobierno una fuente de ingresos. Los ingresos por aranceles se incrementaron de 8'5 millones de taels en 1865 a 14'5 millones de taels en 1885. Los ingresos por aranceles terminaron de pagar en 1860 las indemnizaciones de las guerras. También pagaron en todo o gran parte otras empresas como la tongwen guan de Pekín, escuela de idiomas extranjeros, los arsenales de Jiangnan y Tianjin, los astilleros de Fuzhou, y los envíos organizados de estudiantes a los Estados Unidos. El servicio de aduanas también desempeñó un papel importante en el control del contrabando. También renovó la cartografía de las costas chinas e instaló faros y demás ayudas para la navegación. Así se convirtió en el mejor ejemplo de la administración conjunta chino-occidental para resolver los problemas de China con el exterior y abordar su modernización.
A consecuencia de un conflicto surgido entre el gobierno chino con la armada británicas respecto a la represión de la rebelión Taiping, Horatio N. Lay fue reemplazado por Robert Hart en 1863. Hart intentó hacer más que asegurar que los ingresos por aranceles siguieran fluyendo hacia la corte Manchu, trató de hacer algunas reformas que contribuyeran al auto-fortalecimiento tales como persuadir al gobierno Manchú de la necesidad de establecer una casa de acuñación de moneda moderna y crear una organización de correo nacional. Incluso trató de ayudar a la creación de una flota naval moderna, aunque no pudo ganar la suficiente confianza para sus ideas ya que la corte imperial no quería permitir que los extranjeros desempeñaran un papel demasiado importante en el movimiento de reformas.

### Modernización militar

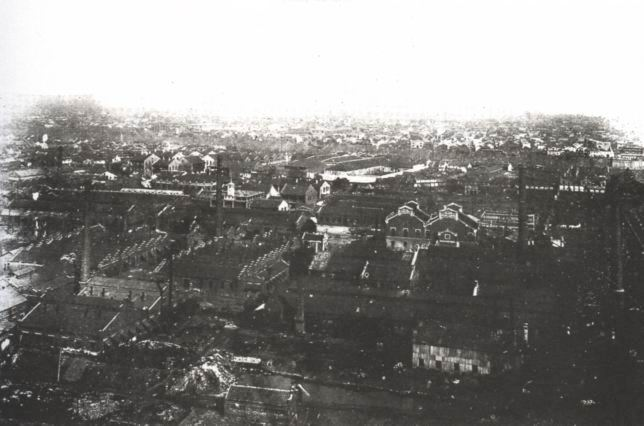
Arsenal de Hanyang.

El objetivo principal del movimiento de auto-fortalecimiento era desarrollar la industria militar, renovando los arsenales militares y construyendo astilleros de barcos para fortalecer la armada china. Se construyeron en las provincias infraestructuras para modernizar los ejércitos bajo el control de líderes regionales, como Zeng Guo Fan que creó el arsenal de Shanghái, Li Hong Zhang que construyó los arsenales de Nankín y Tientsin, y Zuo Zong Tang que construyó el astillero de Fuzhou. Zeng y Li colaboraron en la construcción del arsenal de Kiangnan. Además se establecieron escuelas de mecánica y navegación bajo la dirección de consejeros extranjeros en estos arsenales y astilleros. Pero el programa adolecía de importantes problemas:
- Había muy poca coordinación entre el gobierno y los líderes provinciales que encabezaban las reformas ya que podían actuar independientemente sin rendir cuentas al gobierno central.
- Estas industrias militares se mostraron ineficientes debido a la excesiva burocracia y el nepotismo. La mayoría del personal administrativo chino era innecesario y había accedido al cargo por medio de influencias. Lo que lo hizo la producción cara y lenta.

Por ejemplo Li Hong Zhang quiso que el arsenal de Kiangnan produjera rifles de retrocarga del tipo Remington. La producción empezó en 1871 y habían fabricado solo 4.200 rifles en 1873, siendo estos rifles no solo más caros que los importados sino además de peor calidad. La construcción de barcos se mostró igualmente ineficiente resultando el coste de cada barco el doble de los fabricados en Inglaterra. La carencia de materiales y de obreros cualificados resultó un importante problema, haciéndose el programa muy dependiente de las materiales y mano de obra extranjera, que incrementaba mucho los precios. Además los oficiales no se enteraban de cuando los extranjeros no eran lo suficientemente competentes para las tareas que habían sido contratados. Y la corrupción en la adjudicación de contratos y en la distribución de la paga de los obreros también incrementaba los costes.
Otro objetivo de la reforma para modernizar la organización y la estructura del ejército. La reforma más urgente era la de reducir el número de efectivo del ejército verde y modernizar los restantes. Esto se hizo en las dos provincias bajo el control de Li Hong Zhang, pero falló el intento de extender la medida.

## Segunda fase (1872-1885)
En 1870 murieron un gran número de extranjeros en la masacre de Tianjin durante el Levantamiento de los bóxers. Este incidente enturbió las relativamente estables relaciones entre China y las naciones occidentales lo que marcó el fin del primer periodo del movimiento de auto-fortalecimiento. Durante el segundo periodo surgió la figura de Li Hongzhang como el principal líder del movimiento, que desempeñó un papel primordial iniciando y apoyando muchas de las iniciativas de esta fase. Cerca del noventa por cierto de los proyectos de modernización se desarrollaron bajo su patrocino.
Durante esta fase recibieron atención de las reformas el comercio, la industria y la agricultura, con el objetivo de crear riqueza que fortaleciera el país. Esto fue una innovación para los chinos que hasta entonces habían descuidado las actividades ajenas a las actividades agropecuarias y la artesanía. El desarrollo de infraestructuras orientadas a fortalecer la industria tales como la marina mercante, los ferrocarriles y el telégrafo fue un nuevo reto del gobierno chino.
El gobierno aprobó lo que se conoció como empresas mercantiles supervisadas por el gobierno. Estas eran empresas de sectores básicos que eran manejadas por comerciantes pero controladas y supervisadas por funcionarios gubernamentales. El capital para su creación provenía del sector privado pero el gobierno lo manejaba y también en algunos casos las subvencionaba. Ejemplos de este tipo de empresas eran, la compañía china de navegación a vapor, las minas de carbón de Kaiping, las industrias algodoneras de Shanghái y la administración imperial de telégrafos. 
Por estar supervisadas por el gobierno no pudieron escapar del lado oscuro de la administración: el nepotismo, la corrupción y la falta de iniciativa. Los directores encontraban maneras para desviar fondos de los beneficios para evitar el pago de los impuestos. Monopolizaron los negocios de sus respectivas áreas y de esta forma desalentaron la demás iniciativa privada dificultando el desarrollo económico. Pero a pesar de las deficiencias e ineficacias económicas esta combinación de empresarios y burócratas fue el principal mecanismo para el desarrollo de nuevos sectores empresariales.

## Tercera fase (1885-1895)
En este periodo el entusiasmo por las reformas se había reducido al mínimo. La facción conservadora de la corte se las había arreglado para apartar al príncipe Gong y sus seguidores.
Mientras que el apoyo a las industrias militares continuó la idea de enriquecer el país por medio de la industria ligera ganó terreno en la corte, así industrias como las textiles y fabricación de tejidos de algodón se desarrollaron rápidamente.
Empezaron a surgir empresas privadas, además de las conjuntas gobierno empresarios. Aunque el gobierno chino tradicionalmente siempre había discriminado en contra de las privadas el empuje inicial de la iniciativa privada pareció que marcaba un cambio en la actitud gubernamental. Pero el gobierno solo se interesó en obtener capital de estas empresas privadas, no estaba todavía preparado para entender su importancia y dejarlas tomar un papel activo en el desarrollo económico. Por lo que el desarrollo de esta iniciativa privada fracasó y terminaron cayendo en las manos del gobierno.
Ejemplos de estas empresas son las acerías Kweichow, fundadas en 1891, y la compañía textil Hupeh, fundada en 1894. Aunque como todas las surgidas recientemente eran bastante débiles y representaron solo una pequeña fracción de la inversión industrial.

## Visión general de los resultados económicos
Aunque la desigualdad de los tratados con las potencias extranjeras dificultó la capacidad de China para fortalecer su economía con las restricciones a las tasas, China pudo superar ese obstáculo con su esfuerzo industrializador.
La inversión total de China en las industrias patrocinadas por el gobierno fue considerable, y el alcance de los desarrollos realizados fue importantes. Aunque si los planes de los dirigentes respecto a estas industrias mixtas se hubieran cumplido totalmente y no se hubiera ahogado la iniciativa privada el desarrollo hubiera sido mayor. Además este desarrollo industrial fue desigual, teniendo éxito solo en las zonas donde hubo un liderazgo efectivo como en las provincias gobernadas por Li Hong Zhang, Zeng Guo Fan, and Zuo Zong Tang. 
Además los obstáculos que puso la mayoría conservadora de los funcionarios dificultaron el progreso y la creación de riqueza. La mentalidad requerida para la moderna industrialización no estaba extendida. Se retomó el énfasis en las actividades agrícolas. Se desincentivó la creación de empresas privadas al dejar en manos del gobierno la mayor parte de la economía. Las empresas privadas tampoco se arriesgaron en inversiones a largo plazo. Existió un obstinado rechazo a las inversiones y el capital extranjero. El prohibición a los extranjeros a abrir fábricas fuera de las áreas de los puertos del tratado dificultó la transmisión efectiva de tecnología y prácticas comerciales modernas a los chinos. Y más importante los funcionarios no se interesaron en la promoción de un desarrollo comercial viable.
La reforma de la anticuada forma de recaudar impuestos y la de distribuir las rentas fue esencial. El sistema fiscal de Pekín todavía se basaba en la forma de recaudación del sistema agrícola de la antigüedad: se esperaba de los funcionarios provinciales recaudaran cierto porcentaje de los ingresos locales mandando una parte para el gobierno central y otra para mantenerse ellos mismos y la administración local pero sin tener ninguna clase de control. Así el uso y la obtención de ingresos no había estado hasta entonces controlado por el gobierno central sino por los funcionarios provinciales.

## Política de la corte imperial durante el periodo
Dos fuentes de conflicto marcaron la política de la corte durante el periodo del autofortalecimiento. La primera fue la lucha entre la facción conservadora y la facción progresista de la corte. La segunda fue el conflicto de intereses creado entre el gobierno central y las regiones. Estas tensiones determinaron el carácter y finalmente los éxitos y los fracasos del movimiento. 
La facción conservadora liderada por la emperatriz Cixi, que se había convertido en la figura política más poderosa de la corte tras ascender al poder primero como regente del joven emperador Tongzhi y después al poner a su sobrino, Guangxu, en el poder quebrantando la línea sucesoria 1875. Cixi durante este periodo manipuló la política de la corte desde un segundo plano ganando aliados. En un principio tuvo que aceptar las reformas del príncepe Gong y sus seguidores debido al papel que había realizado este ayudándola a alzarse al poder y por su inexperiencia inicial en los manejos de la política. Aunque pronto desarrolló una sagacidad política que usó apoyando a ambas facciones dependiendo de las circunstancias. Poco a poco fue minando la influencia de la facción de príncipe Gong y criticó las reformas dando su total apoyo a la oposición conservadora, formada por el Príncipe Chun, Wo Jen, Li Hung Tsao, Chou Tsu Pei, entre otros. El Príncipe Gong había sido temporalmente destituido de su cargo varias veces para reducir su influencia, pero la muerte de Wenxiang en 1876 debilitó finalmente la posición del príncipe Gong y el éxito de Cixi fue total cuando lo destituyó definitivamente del poder en 1884.
Cixi se dio cuenta de las tensiones que surgían por la creciente influencia de los líderes regionales. De 1861 a 1890 casi la mitad de los gobernadores generales que habían accedido al cargo tras servir en el ejército. El poder regional se acentuó con los proyectos de modernización que llevaban a cabo estos funcionarios, como Li, Zeng y Zuo. El poder de la corte por lo tanto se hizo dependiente de estos funcionarios regionales, los cuales supo ganarse Cixi y que determinó el éxito o el fracaso de los proyectos modernizadores. Además incrementó su poder al ganarse la lealtad de estos líderes regionales lo que le ayudó a derrocar a su oposición.